# گلوگاه شبانه

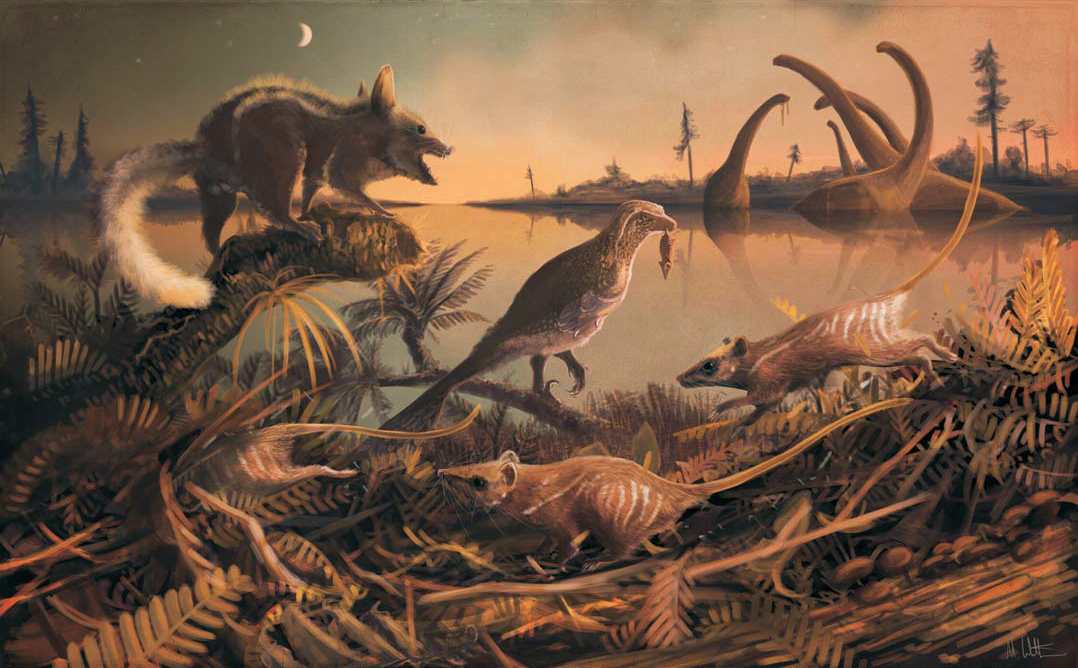
برداشت هنرمند از تالاب پیوربک (Purbeck) در غروب: دیورلستوثریوم (Durlstotherium) (پیش‌زمینه سمت راست و وسط) و دیورلستودون (Durlstodon) (پیش‌زمینه سمت چپ) در شب برای شکار حشرات به بیرون می‌رفتند. ددپای نوتتس که یک دیورلستوثریوم (فاصله میانی وسط) را نگه داشته است.

گلوگاه شبانه (انگلیسی: Nocturnal bottleneck) فرضیه‌ای است برای توضیح چندین صفت پستانداران. در سال ۱۹۴۲، گوردون لین والز (Gordon Lynn Walls) این مفهوم را توصیف کرد که بیان می‌کند پستانداران جفت‌دار عمدتاً یا حتی منحصراً در طول داستان تکاملی خود شب‌زی بوده‌اند، که از منشأ آنها ۲۲۵ میلیون سال پیش شروع شد و تنها با مرگ دایناسورهای غیر پرنده در ۶۶ میلیون سال پیش پایان یافت. در حالی که برخی از گروه‌های پستانداران بعداً برای پر کردن جایگاه روزانه تکامل یافته‌اند، تقریباً ۱۶۰ میلیون سال به‌عنوان حیوانات شب‌زی سپری کردن، میراث ماندگاری در کالبدشناسی و کاراندام‌شناسی پایه‌ای به جا گذاشته است و بیشتر پستانداران هنوز شب‌گرد هستند.

## تکامل پستانداران
پستانداران از سگ‌دندان‌ها، گروهی از هم‌کمانان سگ‌مانند در پی انقراض دسته جمعی پرمین-تریاس تکامل یافته‌اند. گروه‌های شاه‌خزندگان نوظهور که پس از انقراض شکوفا شدند، از جمله تمساح‌ها و دایناسورها و اجدادشان، سگ‌دندان‌های بزرگ‌تر باقی‌مانده را به سمت انقراض سوق دادند و تنها اشکال کوچک‌تر را باقی گذاشتند. سگ‌دندان‌های زنده‌مانده تنها می‌توانستند با کمترین رقابت از سوی دایناسورهای روزانه در جایگاه‌ها موفق شوند و به ساکنان حشره‌خوار معمولی با جثه کوچک زیر دسته شبانه تبدیل شوند.

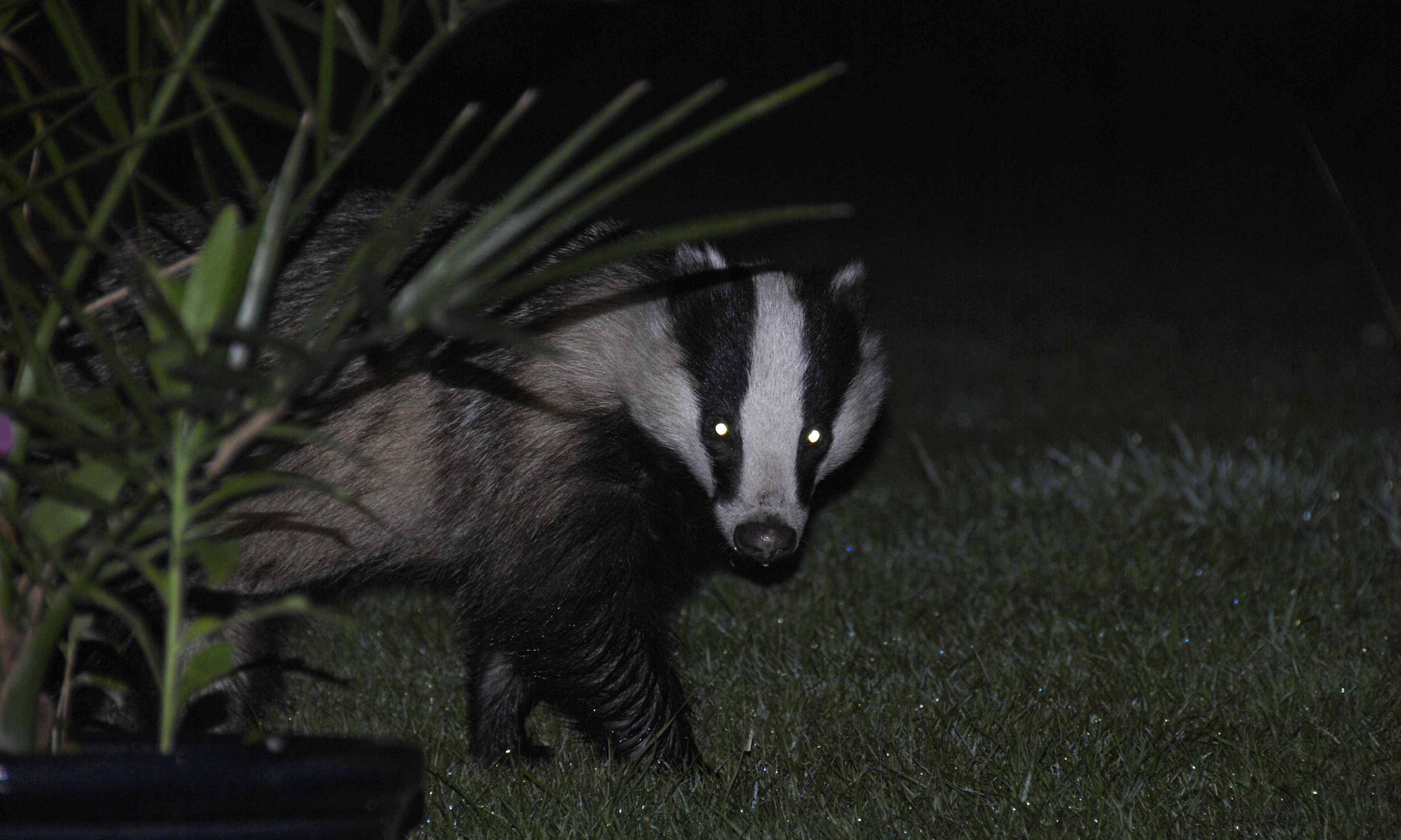
پرده درخشان یک گورکن اروپایی منعکس کننده فلاش عکاس است، یکی از بسیاری از ویژگی‌های شبانه که در همه جا در پستانداران وجود دارد.

در حالی که پستانداران اولیه در طول دوره میانه‌زیستی به چندین گروه احتمالاً کاملاً معمولی از حیوانات تبدیل شدند، همه آنها نسبتاً کوچک و شبگرد باقی ماندند. دایناسورها تنها با انقراض عظیم در پایان دوره کرتاسه، صحنه را برای ایجاد جانوران جدیدی از پستانداران باز گذاشتند. با وجود این، پستانداران برای میلیون‌ها سال کم‌جسم بودند. در حالی که همه بزرگ‌ترین جانوران زنده امروزی پستانداران هستند، اکثر پستانداران هنوز حیوانات کوچک شبگرد هستند.

## سازگاری‌های شبانه پستانداران

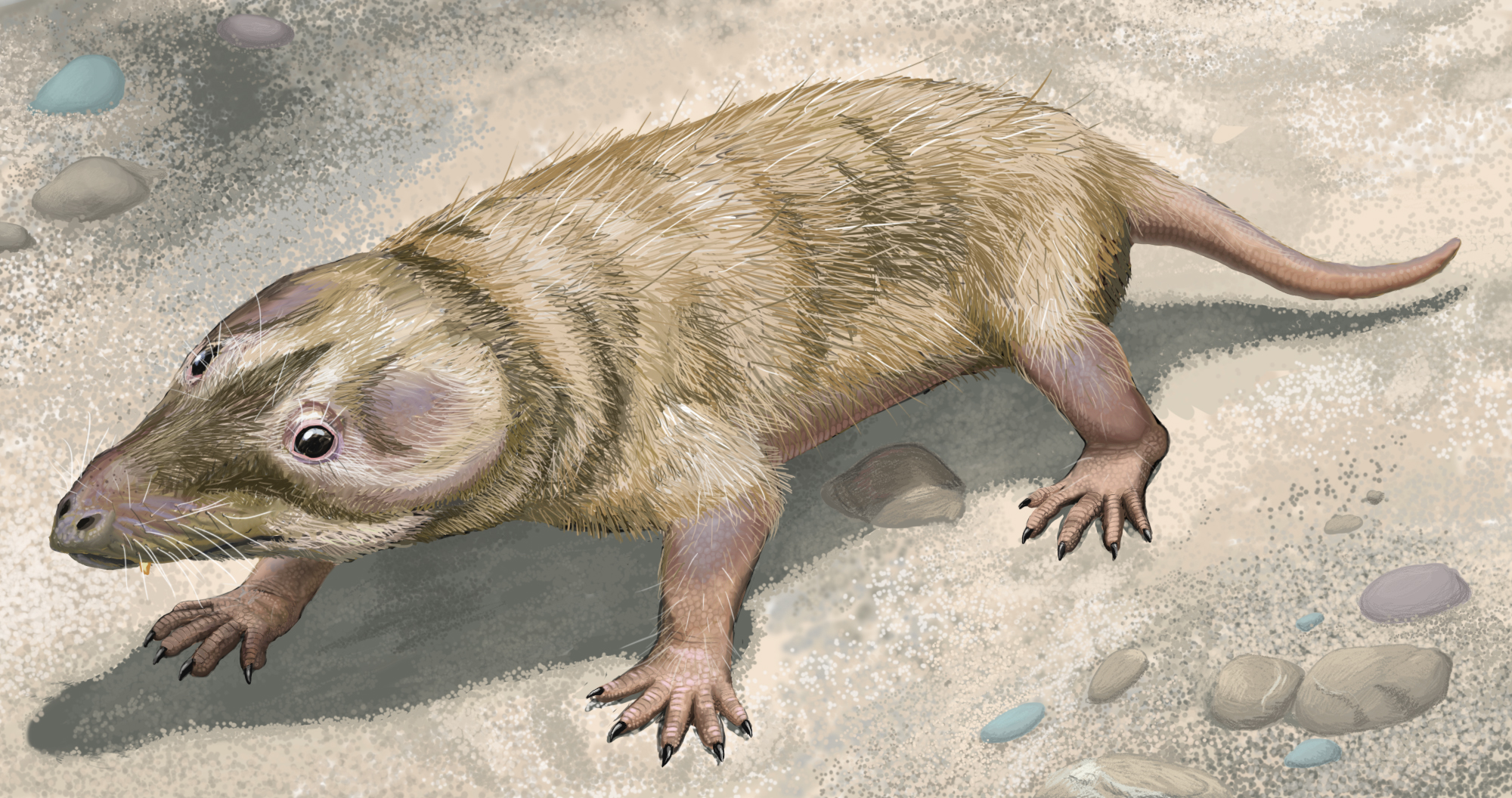
برازیلودون (Brasilodon)، سگ‌دندان بسیار پیشرفته نزدیک به پستانداران، احتمالاً گورکن شبانه بوده است.

به نظر می‌رسد چندین ویژگی مختلف کاراندام‌شناسی پستانداران سازگاری با سبک زندگی شبانه است که عمدتاً مربوط به اندام‌های حسی است. این شامل:

### حواس
- حس شنوایی حاد، از جمله چنبره حلزون گوش، لاله گوش و استخوانچه‌های شنوایی.
- حس بویایی بسیار خوب، شاخک‌های بینی (Nasal concha) به خوبی توسعه یافته است. بیشتر آنها یک پیاز بویایی بزرگ دارند.
- حس لامسه به خوبی توسعه یافته، به ویژه شارب.[۷]
- به استثنای پستانداران بالاتر، قرنیه بسیار بزرگ، تصویر بصری کمتری را در مقایسه با پرندگان و خزندگان ارائه می‌دهد.[۸]
- دید رنگ محدود.[۹]

### فیزیولوژی

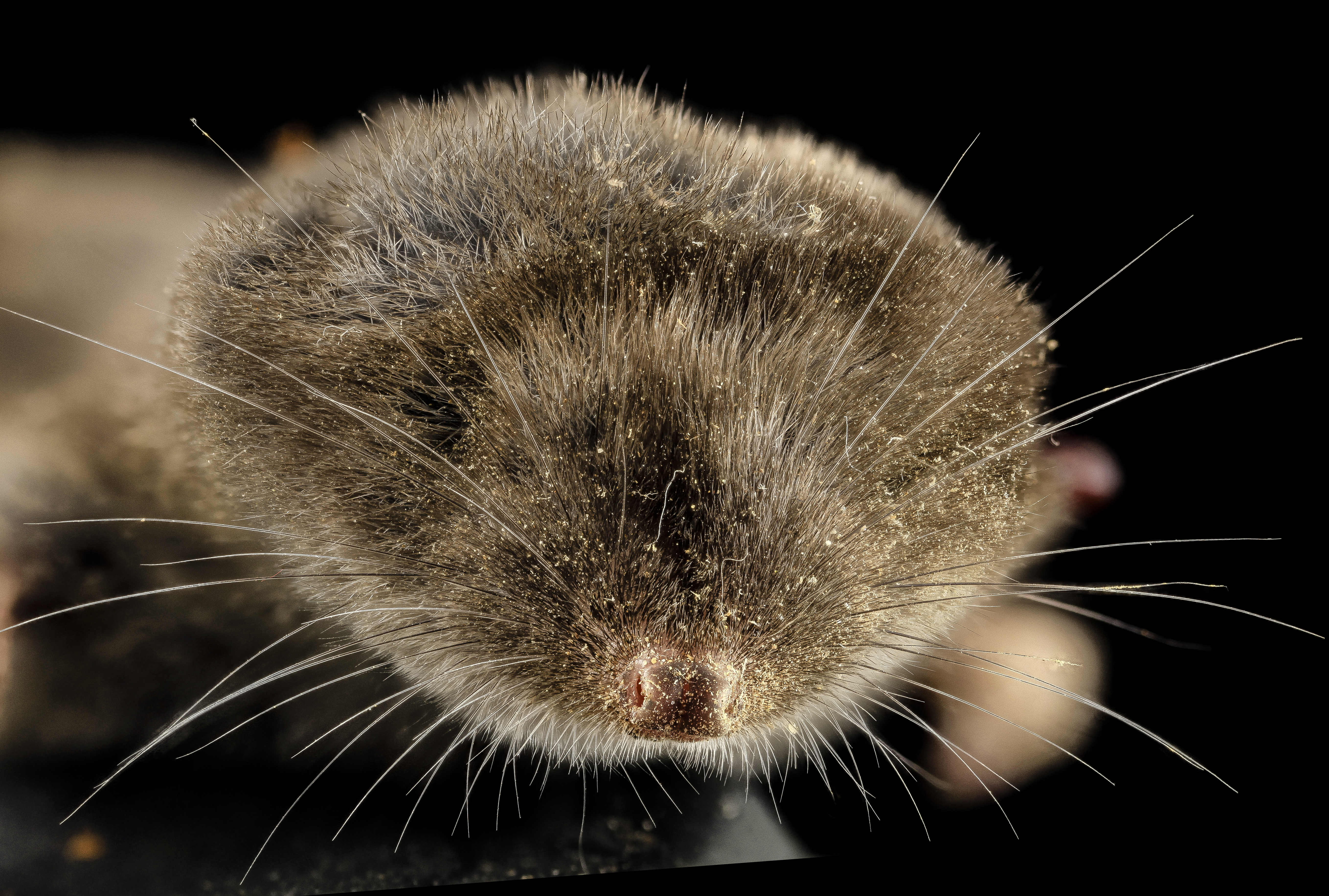
شارب‌های حشره‌خوار که برای یافتن طعمه، جهت‌یابی و اجتماعی‌سازی استفاده می‌شوند.

- شارب‌های حشره‌خوار که برای یافتن طعمه، جهت‌یابی و اجتماعی‌سازی استفاده می‌شوند.خون‌گرمی که پستانداران اولیه را قادر می‌سازد تا از تشعشعات خورشیدی و محیطی مستقل شوند.[۱]
- نوع منحصربه‌فرد بافت چربی قهوه‌ای که به پستانداران اجازه می‌دهد به سرعت گرما تولید کنند.[۱۰]
- میتوکندری با پنج تا هفت برابر نرخ تنفس بیشتر در مقایسه با خزندگان با اندازه‌های مشابه.[۱۱]
- خز برای کمک به تنظیم حرارتی در یک محیط سرد (شب).
- فقدان مکانیسم محافظ چشمی در برابر اشعه فرابنفش (روزانه).[۱۲]
- عملکرد دی‌ان‌ای فتولیاز (Photolyase)، که بر نور مرئی متکی است، در پستانداران جفت‌دار، علیرغم وجود و عملکرد در باکتری‌ها، قارچ‌ها و بسیاری از حیوانات دیگر، کار نمی‌کند.[۱۳][۱۴]

## رفتار
- ساعت زیستی و الگوهای رفتاری در همه گروه‌های پایه، حداقل در جفت‌داران، شبانه است.[۱۵][۱۶]
- به نظر می‌رسد سبک زندگی لانه زیرزمینی که اجازه پناه گرفتن از آب و هوا و شکارچیان روزانه را می‌دهد، یک صفت پایه پستانداران باشد.[۱۷]